# 拉明根
拉明根是德国巴登-符腾堡州的一个市镇。总面积14.03平方公里，总人口1255人，其中男性658人，女性597人（2011年12月31日），人口密度89人/平方公里。